# Гібридний журнал відкритого доступу
Гібридний журнал відкритого доступу або журнал гібридного доступу це журнал, що розповсюджується за передплатою і в якому деякі статті розповсюджуються за принципом відкритого доступу. Для того, щоб стаття набула цього статусу, необхідно сплатити додаткові кошти видавцю (відомо, як плата за опублікування статті, англ. article processing charge, APC).

## Історія
Ця концепція була вперше запропонована у 1998 році Томасом Волкером (Thomas Walker), який запропонував, що автори можуть придбати додаткову "видимість" своїх статей за визначеною ціною. Перший журнал, що визнав та використав цей підхід, був власний журнал Волкера Florida Journal of Entomology. Пізніше цей підхід використаний журналом Entomological Society of America для своїх публікацій. Надалі ідея була уточнена Давидом Проссером (David Prosser) у 2003 в журналі Learned Publishing.
Видавці, що надають опцію гібридного відкритого доступу, часто використовують для цього різні назви. Проєкт SHERPA/RoMEO надає перелік видавців та назви опцій, які вони надають.
Журнали гібридного доступу мають низький ризик від використання цієї опції, тому що вони все ще отримують кошти за передплатою, а достатньо велика ціна опції переводу статті у відкритий доступ призводить до її рідкого використання. У 2014 році ціна цієї опції у журналах гібридного доступу у середньому була у два рази вища, ніж плата за публікацію у журналах відкритого доступу.

## Фінансування гібридних журналів відкритого доступу
Деякі університети мають фонди, що призначені для сплати коштів за публікацію статей (APCs) у журналах відкритого доступу. Частина цих коштів може використовуватися для отримання статтею статусу відкритого доступу у гібридних журналах відкритого доступу. З усім тим, політика щодо таких виплат відрізняється. Проєкт Open Access Directory надає перелік фондів університетів, які підтримують журнали відкритого доступу, а також інформацію про фонди, які можуть надати кошти для сплати за відкритий доступ у гібридних журналах відкритого доступу.
Пропонується використовувати один фонд для сплати за статті відкритого доступу і для підтримки бібліотеки. Таким чином зменшується бюджет, який необхідний для сплати за передплату бібліотеки шляхом того, що можливо уникнути подвійної сплати за статтю – перший раз через сплату передплати, та ще раз через сплату коштів за друкування статті (APC). Наприклад бібліотечний фонд Open Access Authors Fund університету Калгарі (2009/09) вимагає наступне: "Щоб мати право на фінансування за пунктом [гібридний відкритий доступ], видавець мусить надати план по зменшенню (у наступному передплатному році) витрат на університетську передплату за рахунок переліку статей у відкритому доступі у наступних журналах." 12 листопада 2009, Nature Publishing Group надав інформацію про те, як за рахунок відкритого доступу знижено вартість передплати.
Звіт про роботу, наданий університетом Ноттінгем у 2006 році про створення і керування інституційним фондом відкритого доступу, був опублікований Стефаном Пінфілдом (Stephen Pinfield) у журналі Learned Publishing. У цій статті автор відзначив, що: "Дохід видавців зріс незначно від використання моделі гібридного відкритого доступу, або взагалі не перевищував рівня інфляції, за виключенням незначної кількості видавців, які своєчасно коректують свої ціни передплати, якщо вони отримали підвищення рівня доходів від використання опцій відкритого доступу."

## Переваги та недоліки для автора
Автор, який хоче опублікуватися у журналі відкритого доступу, не обмежується порівняно невеликим числом журналів повністю відкритого доступу, але також може вибрати один з доступних гібридних журналів відкритого доступу, в які включаються журнали, що видаються багатьма найбільшими науковими видавництвами.
Автор все ж повинен знайти гроші. Багато фінансових установ готові надати авторам у використання кошти грантів, щоб сплатити збори за публікацію у журналах відкритого доступу. (Тільки незначна кількість журналів відкритого доступу встановлює такі збори, але майже всі журнали гібридного доступу мають такі збори.) Досі фінансові установи, які готові платити ці збори, не розрізняють журнали повного відкритого і гібридного доступу. 19 жовтня 2009 року одне з таких агентств з фінансування Wellcome Trust, висловив занепокоєння з приводу існування зборів у журналах гібридного відкритого доступу, що призводить до подвійної сплати за статтю, за передплатою та через сплату за публікацію.

## Різновиди
Товариство American Society of Plant Biologists проводить політику, згідно з якою статті, що надані членами товариства у журнал Plant Physiology, будуть знаходитися у відкритому доступі негайно після публікації без додаткової оплати. Автори, які не є членами товариства, можуть перевести статтю у статус відкритого доступу шляхом виплати $1000, але оскільки членство коштує $115 на рік, вважається що ця ініціатива буде збільшувати членство у товаристві.

## Зовнішні посилання
- Nine questions for hybrid journal programs [Архівовано 16 січня 2013 у Wayback Machine.] by Peter Suber, SPARC Open Access Newsletter, issue No. 101, September 2, 2006.
- More on society publishers with OA journals [Архівовано 10 листопада 2012 у Wayback Machine.] by Peter Suber, Open Access News, November 3, 2007.
- When Is Open Access Not Open Access? by Catriona J. MacCallum, PLoS Biology, 2007; 5(10): e285.